# Communication Theory of Secrecy Systems
Communication Theory of Secrecy Systems ("Teoria da comunicação dos sistemas de sigilo") é um artigo publicado em 1949 por Claude Shannon discutindo a criptografia do ponto de vista da teoria da informação. É um dos tratamentos fundamentais (sem dúvida o tratamento fundamental) da criptografia moderna. É também uma prova de que todas as cifras teoricamente inquebráveis devem ter os mesmos requisitos que o one-time pad.
Shannon publicou uma versão anterior desta pesquisa no relatório anteriormente classificado A Mathematical Theory of Cryptography, Memorandum MM 45-110-02, 1 de setembro de 1945, Bell Laboratories. Este relatório também precede a publicação de sua "A Mathematical Theory of Communication", que apareceu em 1948.